# Gäddtjärnarna (Bräcke socken, Jämtland)
Gäddtjärnarna är en sjö i Bräcke kommun i Jämtland och ingår i Ljungans huvudavrinningsområde.